# Хехт, Чик
Майер Джейкоб «Шик» Хехт (англ. Mayer Jacob "Chic" Hecht) — американский политический деятель и дипломат.

## Биография

### Ранний период
Родился 30 ноября 1928 года в Кейп-Джирардо, штат Миссури, в еврейской семье. Его мать родилась в Румынии, а дедушка и бабушка по отцовской линии были родом из Румынии и Германии.
В 1949 году получил степень бакалавра наук в области розничной торговли из Вашингтонского университета в Сент-Луисе.
Учился в Школе военной разведки в Форт-Холаберд и служил в разведке в вооруженных силах США во время Корейской войны с 1951 по 1953 год.
После ухода с военной службы переехал в Неваду и занялся предпринимательской деятельностью.

### Карьера
В 1967—1975 годах — член Сената Невады. В 1969—1970 годах был лидером меньшинства в Сенате.
С  3 января 1983 года по 3 января 1989 года — сенатор США от Невады.
Перед саммитом в Рейкьявике в 1986 году встретился с президентом Рональдом Рейганом, которого призвал обратиться к советскому лидеру Михаилу Горбачёву с просьбой облегчить право на выезд для советских евреев.
С  23 августа 1989 года по 1 марта 1993 года — посол США на Багамах.

### Семья и личная жизнь
Умер 15 мая 2006 года в Лас-Вегасе, штат Невада. У него остались жена (Гейл Кан) и две дочери, Лори и Лесли.